# ジェラルド・ファインバーグ
ジェラルド・ファインバーグ（Gerald Feinberg、1933年5月27日 - 1992年4月21日）は、アメリカ合衆国の物理学者、未来学者である。コロンビア大学教授。

## 教育とキャリア
ブロンクス科学高校に通い、スティーヴン・ワインバーグ、シェルドン・グラショーと同級生だった。
コロンビア大学で1953年に学士号を取得し、1957年に李政道のもとで博士号を取得した。同大学で1959年から物理学の教員、1965年から教授を務め、1980年から1982年までは物理学部長を務めた。プリンストン高等研究所に1年間、ブルックヘブン国立研究所に2年間在籍した。
1960年にスローン・フェローシップを受賞した。

## 研究

### 物理学
ファインバーグは1958年にミューニュートリノの存在を予測した。これは、1962年にコロンビア大学の同僚であるレオン・レーダーマン、メルビン・シュワルツ、ジャック・シュタインバーガーの実験によって確認され、3人はその功績によりノーベル物理学賞を受賞した。
1967年、特殊相対性理論を拡張して、「あらかじめ光速を越えており、どんなに減速しても光速より遅く動けない粒子」が存在しうることを論証し、それをタキオンと命名した。

### 超心理学
ファインバーグは、エドガー・ミッチェルの1974年の超能力研究書『Psychic Explorations』の序文を寄稿し、その中で霊能力の存在への支持を表明している。彼が提唱したタキオンの概念は、予知能力やサイコキネシスを説明できると主張する一部の超心理学者によって提唱されている。しかし、タキオンが存在するという科学的証拠はなく、このような超常的な主張は疑似科学的であると言われている。

### その他
その他にも、投機的なアイデアを研究し、公共サービスとしての人体冷凍保存を提唱した。

## 著作物

### 書籍
- Cosmological Constants (with co-editor Jeremy Bernstein, 1986). ISBN 978-0-231-06376-0
- Solid Clues: Quantum Physics, Molecular Biology, and the Future of Science, Simon & Schuster, 1985. ISBN 0-434-26200-5
  - 日本語訳: はやしはじめ 訳『フューチャー・サイエンス』朝日新聞社、1987年。
- Life Beyond Earth: The Intelligent Earthling's Guide to Extraterrestrial Life (with Robert Shapiro), Morrow, 1980. ISBN 0-688-08642-X
  - 日本語訳: 竹内均 訳『宇宙の中の生命 -人類は大宇宙の一住人にすぎない』三笠書房、1981年。
- What is the world made of? : Atoms, leptons, quarks, and other tantalizing particles, Anchor Press/Doubleday, 1977. ISBN 0-385-07694-0 & ISBN 0-385-07693-2
- Consequences of Growth: The Prospects for a Limitless Future, Seabury Press, New York, 1977. ISBN 0-8164-9326-X Review
- The Prometheus Project, Mankind's Search for Long-Range Goals, Anchor Books, 1969. ISBN 0-385-03613-2

### 論文
- G. Feinberg, Shaughan Lavine, D.Z. Albert (1992). “Knowledge of the Past and Future”. Journal of Philosophy 89 (12):  607–642. doi:10.2307/2940898. JSTOR 2940898.
- G. Feinberg; D.Z. Albert; S. Lavine (1989). “Two types of prediction in Newtonian and quantum mechanics”. Physics Letters A 138 (9):  454–458. Bibcode: 1989PhLA..138..454F. doi:10.1016/0375-9601(89)90743-3.
- G. Feinberg (1967). “Possibility of Faster-Than-Light Particles”. Physical Review 159 (5):  1089–1105. Bibcode: 1967PhRv..159.1089F. doi:10.1103/PhysRev.159.1089.
- G. Feinberg (1966). “Physics and Life Prolongation”. Physics Today 19 (11):  45–48. Bibcode: 1966PhT....19k..45F. doi:10.1063/1.3047814.
- G. Feinberg (1966). “Physics and the Thales Problem”. Journal of Philosophy 63 (1):  5–16. doi:10.2307/2024523. JSTOR 2024523.